# Пеликан (тауншип, округ Оттер-Тейл, Миннесота)
Пеликан (англ. Pelican) — тауншип в округе Оттер-Тейл, Миннесота, США. На 2000 год его население составило 831 человек.

## География
По данным Бюро переписи населения США площадь тауншипа составляет 85,9 км², из которых 80,9 км² занимает суша, а 5,1 км² — вода (5,88 %).

## Демография
По данным переписи населения 2000 года здесь находились 831 человек, 270 домохозяйств и 225 семей.  Плотность населения —  10,3 чел./км².  На территории тауншипа расположена 331 постройка со средней плотностью 4,1 построек на один квадратный километр. Расовый состав населения: 85,32 % белых, 1,93 % коренных американцев, 0,12 % азиатов, 11,19 % — других рас США и 1,44 % приходится на две или более других рас. Испанцы или латиноамериканцы любой расы составляли 14,08 % от популяции тауншипа.
Из 270 домохозяйств в 45,9 % воспитывались дети до 18 лет, в 72,6 % проживали супружеские пары, в 5,9 % проживали незамужние женщины и в 16,3 % домохозяйств проживали несемейные люди. 13,7 % домохозяйств состояли из одного человека, при том 5,9 % из — одиноких пожилых людей старше 65 лет. Средний размер домохозяйства — 3,08, а семьи — 3,38 человека.
34,3 % населения — младше 18 лет, 6,7 % — в возрасте от 18 до 24 лет, 26,8 % — от 25 до 44, 20,6 % — от 45 до 64, и 11,6 % — старше 65 лет. Средний возраст — 35 лет. На каждые 100 женщин приходилось 108,3 мужчин.  На каждые 100 женщин старше 18 приходилось 107,6 мужчин.
Средний годовой доход домохозяйства составлял 46 058 долларов, а средний годовой доход семьи —  47 857 долларов. Средний доход мужчин —  31 750  долларов, в то время как у женщин — 22 250. Доход на душу населения составил 15 649 долларов. За чертой бедности находились 7,8 % семей и 11,6 % всего населения тауншипа, из которых 19,9 % младше 18 и 4,8 % старше 65 лет.